# Infurcitinea
Infurcitinea is een geslacht van vlinders van de familie Meessiidae. De wetenschappelijke naam van dit geslacht is voor het eerst voorgesteld door Arnold Spuler in een publicatie uit 1910.

## Soorten
- I. albanica Petersen, 1963
- I. albicomella (Stainton, 1851)
- I. albulella (Rebel, 1935)
- I. alpmaritima Varenne & Nel, 2021
- I. amseli Petersen, 1957
- I. anatolica Petersen, 1968
- I. arenbergeri Gaedike, 1988
- I. argentimaculella (Stainton, 1849) - Moswortelmot
- I. atrifasciella (Staudinger, 1871)
- I. banatica Petersen, 1961
- I. belviella Gaedike, 1980
- I. brunneopterella Petersen, 1964
- I. canaricola Gaedike, 2019
- I. captans Gozmány, 1960
- I. corleyi Gaedike, 2011
- I. corsica Gaedike, 2010
- I. cyprica Petersen & Gaedike, 1985
- I. fasciella Gaedike, 1983
- I. finalis Gozmány, 1959
- I. frustigerella (Walsingham, 1907)
- I. gaedikei Baldizzone, 1984
- I. gaedikella Nel, 2003
- I. graeca Gaedike, 1983
- I. grisea Petersen, 1973
- I. hellenica Gaedike, 1997
- I. iberica Gaedike, 2010
- I. ignicomella (Zeller, 1852) - Zandkroeskopje
- I.incertula (Meyrick, 1928)
- I. iranensis Petersen, 1964
- I. italica (Amsel, 1954)
- I. italicoides Gaedike, 2009
- I. karadaghica Zagulajev, 1979
- I. karmeliella (Amsel, 1935)
- I. karsholti Gaedike, 1992
- I. kasyi Petersen, 1962
- I. klimeschi Passerin d'Entreves, 1974
- I. lakoniae Gaedike, 1983
- I. lambessella Petersen, 1958
- I. larseni Gaedike, 2019
- I. litochorella Petersen, 1964
- I. longipennis Zagulajev, 1979
- I. luteella Forbes, 1931
- I. marcunella (Rebel, 1910)
- I. maroccana Petersen & Gaedike, 1979
- I. maura Petersen, 1962
- I. mayri Gaedike, 2020
- I. media (Walsingham, 1907)
- I. megalopterella Petersen, 1964
- I. minuscula Gozmány, 1960
- I. monteiroi Amsel, 1957
- I. nigropluviella (Walsingham, 1907)
- I. nuristanica Petersen, 1963
- I. obscura Petersen, 1973
- I. obscuroides Gaedike, 1983
- I. ochridella Petersen, 1962
- I. olympica Petersen, 1958
- I. palpella Forbes, 1931
- I. parentii Petersen, 1964
- I. parnassiella Gaedike, 1987
- I. paratrifasciella Varenne & Nel, 2018
- I. parincertula Gaedike, 2019
- I. peterseni Baldizzone, 1984
- I. piozi Varenne & Nel, 2009
- I. quettaella Petersen, 1971
- I. raddei Petersen, 1958
- I. rebeliella (Krone, 1907)
- I. reisseri Petersen, 1968
- I. restonicae Varenne & Nel, 2016
- I. rietzi Gaedike, 2019
- I. roesslerella (Heyden, 1865)
- I. romanica Căpuşe, 1966
- I. rumelicella (Rebel, 1903)
- I. safedella Petersen, 1973
- I. sardica (Amsel, 1952)
- I. sardiniella Vári, 1942
- I. senecae Gaedike, 1987
- I. siciliana Petersen, 1964
- I. tauridella Petersen, 1968
- I. taurus Gaedike, 1988
- I. teheranensis Petersen, 1971
- I. teriolella (Amsel, 1954) - Italiaans zandkroeskopje
- I. toechophila (Walsingham, 1908)
- I. tribertii Gaedike, 1983
- I. turcica Petersen, 1968
- I. vanderwolfi Gaedike, 1997
- I. vartianae Petersen, 1962
- I. walsinghami Petersen, 1962
- I. yildizae Koçak, 1981